# Клевезаль, Владимир Николаевич
Владимир Николаевич Клевезаль (29 сентября 1835 — 24 ноября 1915) — участник подавления восстания в Польше 1863 года и Русско-турецкой войны 1877—1878 годов, мемуарист, генерал-лейтенант.

## Биография

### Происхождение
Владимир Николаевич Клевезаль родился 29 сентября 1835 года в селе Токарёво Касимовского уезда Рязанской губернии и принадлежал к дворянской семье немецкого происхождения, переселившейся из Мекленбурга в Курляндию, а после её присоединения к Российской империи принявшей русское подданство. Часть представителей рода Клевезалей на русской службе сохраняли лютеранское вероисповедания и немецкие имена, тогда как рязанская ветвь приняла православие. Отцом Клевезаля был Николай Ефимович Клевезаль (1787—1864), участник наполеоновских войн, кавалер ордена Святого Георгия 4-й степени, вышедший в отставку с чином полковника и в 1833—1850 годах занимавший пост Касимовского уездного предводителя дворянства (в этом качестве он был произведён в действительные статские советники), матерью — Варвара Владимировна Чихачёва, унаследовавшая крупное (свыше 500 душ) имение в Касимовском уезде.

### Ранняя служба
Получив хорошее домашнее образование и закончив затем Рязанскую губернскую гимназию, Клевезаль 7 июля 1854 года поступил на военную службу унтер-офицером в лейб-гвардии Измайловский полк, а 7 сентября 1855 года был произведён в прапорщики того же полка. Во время Крымской войны 1853—1856 годов находился в составе войск, предназначенных для охраны побережья Петербургской губернии на случай возможной высадки англо-французских войск.

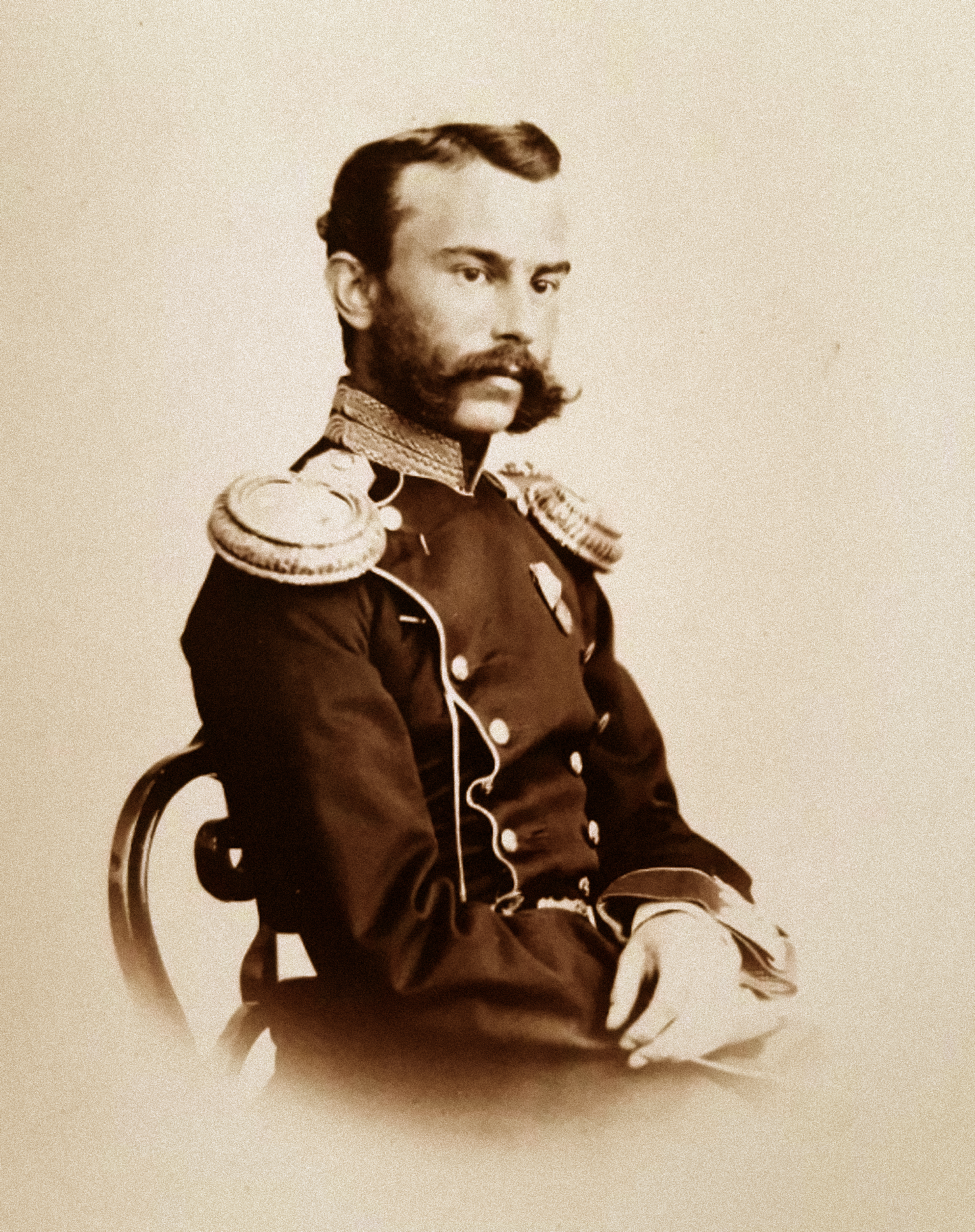
В. Н. Клевезаль в мундире поручика лейб-гвардии Измайловского полка. Фотоателье Гох и К° (Санкт-Петербург). 1862 г.

Продолжая по окончании войны службу в лейб-гвардии Измайловском полку, Клевезаль был произведён в подпоручики (23 апреля 1861 года), поручики (17 апреля 1863 года), штабс-капитаны (19 апреля 1864 года) и капитаны (20 апреля 1869 года), принял участие в подавлении восстания в Польше 1863 года. Получив 16 апреля 1872 года чин полковника, Клевезаль командовал ротой, затем батальоном лейб-гвардии Измайловского полка и в 1873 — 1874 годах состоял членом Петербургского военно-окружного суда.

### Русско-турецкая война 1877—1878 годов. Плен.
В ходе Русско-турецкой войны 1877 — 1878 годов полковник Клевезаль первоначально командовал 1-м батальоном лейб-гвардии Измайловского полка и участвовал в этой должности в сражении при Горном Дубняке (12 октября 1877 года). Командир полка генерал-майор Н. В. Эллис в своём рапорте командующему дивизией высоко оценивал действия 1-го батальона и его командира:

Было приказано 1 баталиону, вверенного мне полка, идти на поддержку л.-гв. Гренадерского полка, что он и исполнил, понеся большие потери в людях во время движения своего перебежками ... Отдавая полную справедливость бесстрашию и спокойствию всех чинов полка, я считаю своим долгом донести Вашему Превосходительству в особенности о заслугах всех 4-х баталионных командиров, которое действуя каждый врозь, распорядительностью и пониманием дела стремились к одной цели и достигли блестящего результата взятия редута, понеся сравнительно с другими частями небольшие потери

Неделю спустя, 19 октября, Клевезаль получил назначение командиром 36-го пехотного Орловского полка (Высочайший приказ о назначении вышел 2 октября 1877 г.). 22 ноября 1877 года под болгарским городом Елена (Иляна) состоялось сражение между Еленинским отрядом под командованием генерал-майора А. В. Домбровского и турецкой армией Сулеймана-паши, бывшее, по оценке Военной энциклопедии издания И. Д. Сытина, "одним из самых тяжких для нас дел в войну 1877—78 гг.". После отступления передового отряда русских войск генерал Домбровский направил в качестве подкрепления 1-й батальон 36-го пехотного Орловского полка. Клевезаль обладал исключительной силой духа, солдаты и офицеры бесмтрашно шли за ним при том что он только недавно принял полк. 

Командир Орловского полка полковник Клевезаль решил восстановить бой и, приняв начальство над батальоном, смело повёл его в атаку на турок, обходивших наш правый фланг. Атака эта была настолько стремительна, что турецкая цепь и её резервы, опрокинутые, обратились въ бегство. Во время атаки Клевезаль был тяжело ранен. Между тем, 3 роты орловцев, продолжая преследовать, спустились в овраг, к деревне Руховцы, были здесь окружены со всех сторон и после упорного боя взяты в плен вместе с Клевезалем. Из этих рот только офицер и несколько рядовых успели пробиться и присоединиться к отряду.

Вместе с Клевезалем в плену
находились восемь русских пленных (из которых он был старшим по чину): майор Головицкий, штабс-капитаны Домбровский, Разов и Сушков, сотник Секретьев, подпоручики Соцкий и Ласкевич. Все они содержались в Константинополе, имели четыре казарменные комнаты. Полковник Клевезаль пользовался исключительной привилегией: имел отдельную комнату, которую мог покидать по собственному желанию, но это ему было позволено только 19 февраля, в день подписания предварительного мирного договора в Сан-Стефано. Вернувшись в Санкт-Петербург 5 апреля 1878 года, после заключения мира, представлялся императору Александру II). В связи с нахождением в плену был отчислен от должности командира полка с зачислением по армейской пехоте (29 декабря 1877 года) и новое назначение получил при содействии военного министра графа Д. А. Милютина (Клевезаль в воспоминаниях выражал Милютину благодарность за восстановление его доброго имени; генерал-фельдмаршал великий князь Николай Николаевич Старший, к которому Клевезаль первоначально обратился как к бывшему главнокомандующему действующей армией, отказался что-либо сделать), будучи 17 августа 1878 года назначен командиром 6-го гренадерского Таврического полка.

### Окончание службы. Воспоминания о войне

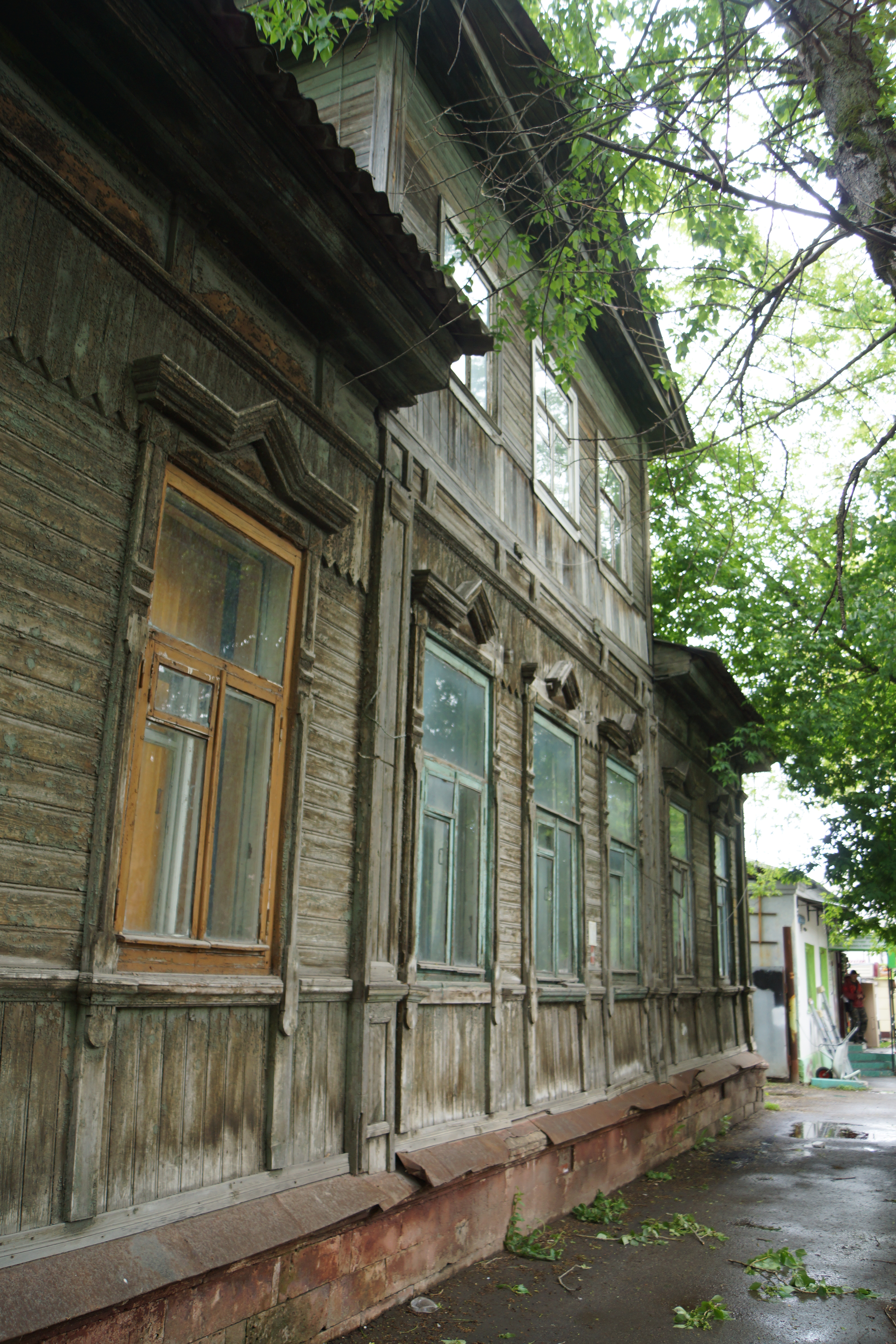
Особняк Клевезалей в историческом центре Тулы на Гоголевской улице

Занимая должность командира полка в течение почти 10 лет, 14 февраля 1888 года Клевезаль был произведён в генерал-майоры с назначением командиром 1-й бригады 34-й пехотной дивизии (в 1889 году временно командовал всей дивизией). С 23 июня 1897 года занимал пост начальника 61-й пехотной резервной бригады. 24 октября 1899 года на основании Высочайше утверждённых 3 июля 1899 года временных правил (вводивших предельный возраст для войсковых начальников) он был уволен от службы с производством в генерал-лейтенанты, с мундиром и пенсией.
Выйдя в отставку, Клевезаль проживал в Туле (дом № 68 по Гоголевской улице) и в 1900 году написал воспоминания о бое при Елене и своём нахождении в плену (опубликованы в 1901 году в журнале «Исторический вестник»). В воспоминаниях он подверг критике версию боя, изложенную в статье генерала А. М. Лермонтова, командовавшего при Елене 13-м драгунским Военного Ордена полком, а также подробно описал пребывание пленных русских офицеров в Константинополе и своё возвращение из плена.

## Семья
Старший брат Владимира Николаевича Павел Николаевич Клевезаль (крещен 18 января в с. Токарево Касимовского у.) — герой Крымской войны, награжден орденом Св. Анны 4-й степени с надписью «За храбрость» (17.02.1855). Имел серебряную медаль на Георгиевской ленте «За защиту Севастополя» и бронзовую на Андреевской ленте в память войны 1853 – 56. Младший брат Евгений Николаевич Клевезаль также посвятил себя военной службе, дослужившись до чина полковника, а племянник Владимир Павлович Клевезаль был известным земским врачом в Рязанской губернии и членом Поместного Собора Русской Православной Церкви 1917—1918 годов от мирян.
Владимир Николаевич был женат на Елене Петровне де Росси, дочери генерал-лейтенанта Корпуса горных инженеров, члена Горного совета Министерства государственных имуществ Петра Игнатьевича де Росси, и от этого брака имел трёх детей, из которых Владимир Владимирович Клевезаль (род. 19 мая 1863) был военным инженером и в чине полковника занимал на 1914 год должность начальника Нарвского отдела по квартирному довольствию войск.

## Награды
Генерал Клевезаль имел знак отличия за XL лет беспорочной службы (1898 год) и был награждён многими российскими и иностранными орденами, в их числе:
- Орден Святого Станислава 3-й степени (30 августа 1864 года)
- Орден Святой Анны 3-й степени (8 августа 1870 года)
- Орден Святого Станислава 2-й степени (30 августа 1872 года)
- Командорский крест австрийского ордена Франца-Иосифа (15 февраля 1874 года)
- Орден Святой Анны 2-й степени (30 августа 1874 года)
- Орден Святого Владимира 4-й степени с мечами и бантом (24 мая 1878 года, за сражение при Горном Дубняке)
- Румынский Железный Крест
- Орден Святого Владимира 3-й степени (9 февраля 1881 года)
- Орден Святого Станислава 1-й степени (1893 год)
- Орден Благородной Бухары 1-й степени (1894 год)
- Орден Святой Анны 1-й степени (1897 год)

## Адреса
- Дом Клевезалей в селе Токарёво Касимовского уезда, ныне утрачен.
- Дом Клевезаля в Туле (№ 68 по улице Гоголевской улице) — деревянный дом на каменном цоколе с мезонином (или бельэтажем-теремом).
- Дома Клевезаля в Москве (Большой Знаменский переулок[3], Дегтярный переулок[4][5] и Малая Грузинская улица[6]).

## Сочинения
- Воспоминания военнопленного // Исторический вестник. 1901. Т. 83. № 3. С. 950-973.